# 特奧多西奧一世
特奧多西奧一世（葡萄牙語：Teodósio I，1510年—1563年9月22日），布拉干薩公爵，1532年至1563年在位。他熱愛繪畫和雕塑。

## 家庭
1542年，特奧多西奧與叔叔迪尼什的女兒伊莎貝爾結婚，兩人的獨子若昂於隔年出生。
1559年，他与伦卡斯特的贝娅特丽丝（1542-1623）再婚，后者是科英布拉公爵伦卡斯特的乔治王子的孙女。他们的第一个孩子布拉干萨的海梅于1578年在阿尔卡塞尔基比尔战役中无嗣而亡。他们的第二个孩子伊莎贝尔嫁给了第一代卡米尼亚公爵。